# Alloscenia
Alloscenia is een geslacht van vliesvleugelige insecten van de familie Argidae.

## Soorten
(Indicatie van aantallen soorten per geslacht tussen haakjes)
- A. eversmanni (Gussakovskij, 1935)